# 21638 Nicjachowski
A 21638 Nicjachowski (ideiglenes jelöléssel 1999 NA39) a Naprendszer kisbolygóövében található aszteroida. A LINEAR projekt keretében fedezték fel 1999. július 14-én.